# De Hoogte (Het Hogeland)
De Hoogte is een buurtje in de Nederlandse gemeente Het Hogeland in het noordwesten van de provincie Groningen. Het buurtje ligt in de Hoogster of Vliedorperpolder ten oosten van Zoutkamp, ten zuiden van Houwerzijl en ten noordoosten van het Reitdiep, aan de Vliedorpsterweg. De Hoogte behoorde vroeger tot Vliedorp en tegenwoordig tot Houwerzijl.

## Boerderijen
In het buurtje staan een aantal boerderijen. Vroeger lagen er drie hoge wierden, waarop ook drie boerderijen stonden. De wierden zijn in de jaren 1920 allemaal bijna volledig afgegraven en verkocht als wierdegrond. Van de drie boerderijen resteren er nog twee. De wierde tussen beide boerderijen is nu onbehuisd. De westelijke boerderij heet Westerhuis en stond vroeger op een ongeveer 3 meter hoge wierde. De boerderij dateert uit 1868. De oude gracht is nog grotendeels aanwezig. Boerderij Westerhuis werd in 1895 gesplitst in twee boerderijen. Ten zuiden van De Hoogte verrees vervolgens in 1905 boerderij Vogelenzang, die in 1912 ook weer werd gesplitst, waarbij de Aulinahoeve ontstond.
De oostelijke boerderij is De Hoogte. Deze boerderij stond vroeger op een bijna 4 meter hoge wierde, waarin een kanfragment en scherven uit de Romeinse tijd zijn gevonden. De boerderij heette in vroegere eeuwen achtereenvolgens 'Dijckhuijsen op Hooger Heem' en 'Brongersmaheerd' en komt voor als edele heerd in het klauwboek van Tjassens. Tijdens de Tachtigjarige Oorlog werd deze boerderij in 1585 platgebrand, waarschijnlijk door toedoen van Staatse troepen. De boerderij werd daarop herbouwd. In 1860 werd een kleinere boerderij nabij boerderij De Hoogte opgekocht en in 1873 werden beide boerderijen afgebroken, waarop in 1874 een nieuwe boerderij verrees, naar een ontwerp van G. Vlaskamp. In 1949 brandden de schuren af, waarop het jaar erop nieuwe schuren werden gebouwd. De hals van de boerderij werd toen afgebroken.

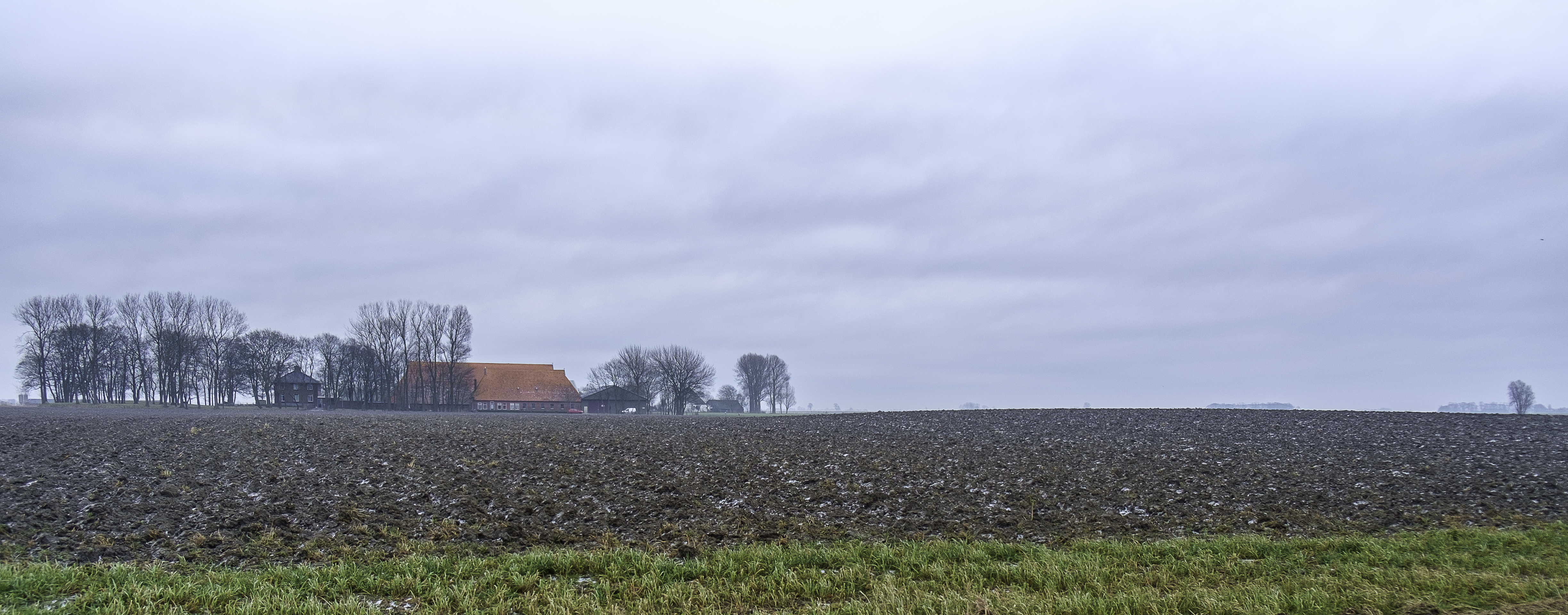
Boerderij De Hoogte met rechts de wierde
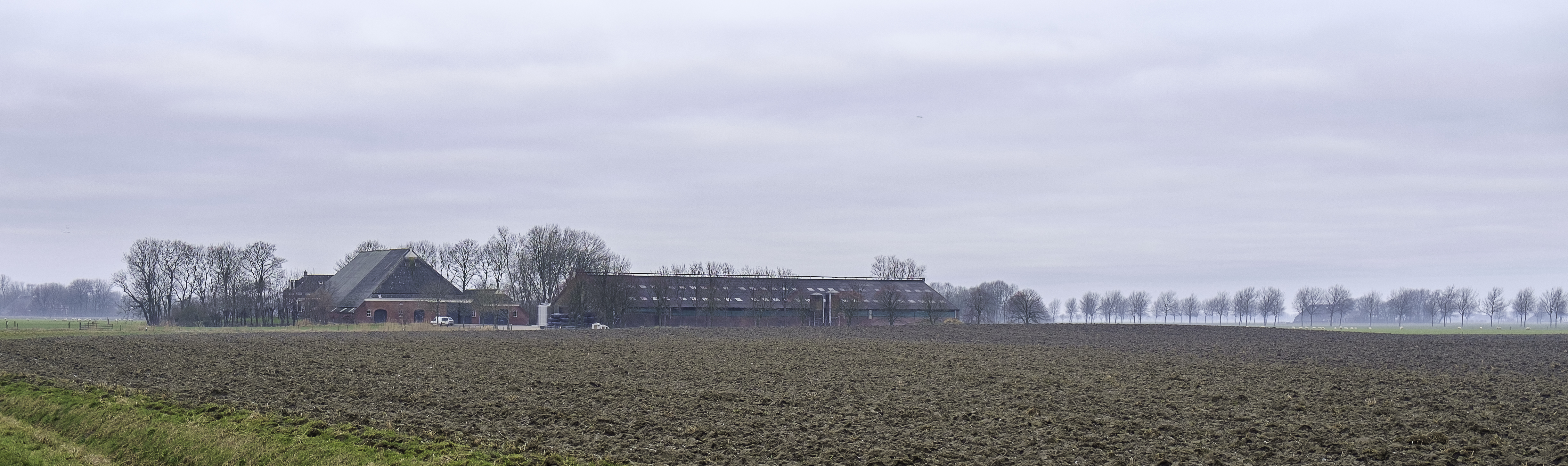
Boerderij Westerhuis met links de wierde
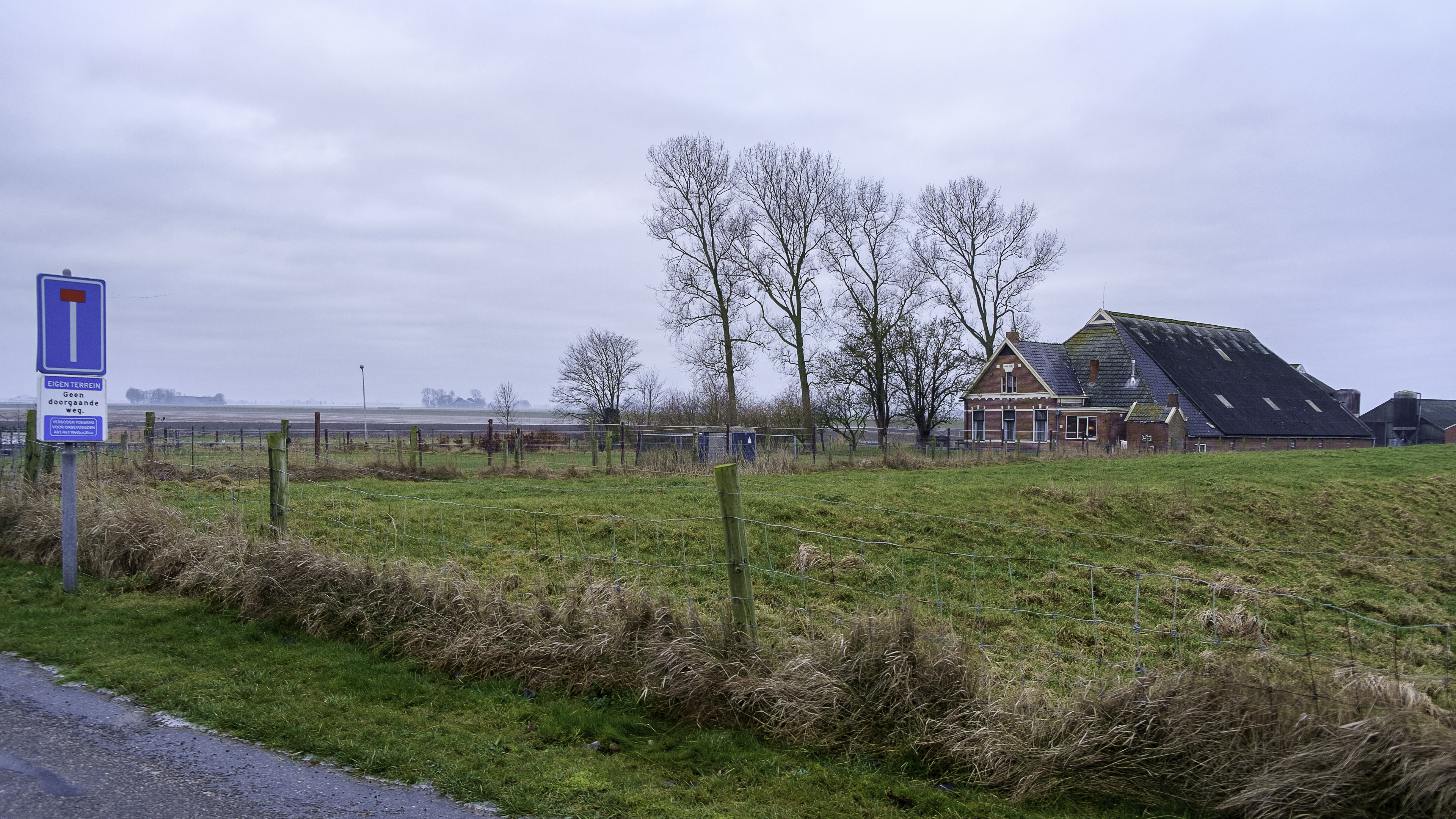
Boerderij Aulinahoeve

Hoofdplaats: Uithuizen

Dorpen: Adorp · Den Andel · Baflo · Bedum · Eenrum · Eppenhuizen · Hornhuizen · Houwerzijl · Kantens · Kloosterburen · 't Lage van de Weg · Lauwersoog · Leens · Leenstertillen · Lutjewolde · Mensingeweer · Molenrij · Niekerk · Noordwolde · Oldenzijl · Onderdendam · Onderwierum · Oosteinde · Oosternieland · Pieterburen · Rasquert · Rodewolt · Roodeschool · Rottum · Saaxumhuizen · Sauwerd · Startenhuizen (deels) · Stitswerd · Tinallinge · Uithuizermeeden · Ulrum · Usquert · Vliedorp · Vierhuizen · Warffum · Warfhuizen · Wehe-den Hoorn · Westerdijkshorn · Westernieland · Wetsinge · Winsum · Zandeweer · Zoutkamp · Zuidwolde · Zuurdijk

Buurtschappen, gehuchten, wierden en buurten: 1e Nijhoezen · 2e Nijhoezen · 't Aagt · Abbeweer · Alinghuizen · Arwerd · Barnegaten · Bellingeweer · Bethlehem · Beusum · Bokum · Breede · Broek · Het Bultje · De Dingen · De Raken · De Vennen · Den Haver · Deikum · Doodstil · Douwen · Duisterwinkel · Eelswerd · Eemshaven · Elens · Ellerhuizen · Ernstheem · Ewer · Grijssloot · Groot Maarslag · Groot Wetsinge · De Haar · Hammeland · Den Hander · Harssens · Hefswal · Hekkum · Helwerd · Heuvelderij · Hiddingezijl · Holwinde · De Hoogte · De Horn · De Houw · 't Houweel · De Hucht · Kaakhorn · Katershorn · Kattenburg · Klei · Kleine Huisjes · Klein Garnwerd · Klein Maarslag · Klein Wetsinge · Kolham · Koningslaagte · Koningsoord · De Knijp · Kruisweg · Lutje Marne · Lutke Saaxum · Maarhuizen · (Marnehuizen) · Menkeweer · Menneweer · Midhalm · Midhuizen · Mollenhuizen · Nijenklooster · Noordpolder · Noordpolderzijl · Obergum · Oldenzijl · Oldorp · Oosterhorn · Oosterhuizen (Eenrum) · Oosterhuizen (Zuidwolde) · Oudedijk · Oudeschip · Paapstil · Panser · Plattenburg · Polen · Ranum · Reidland · Roodehaan · Schapehals · Schaphalsterzijl · Schilligeham · Schouwen · Schouwerzijl · Sint Annerhuisjes · 't Stort · De Streek · Takkebos · Ter Laan · Tijum · Valcum · Valom · Wadwerd · Walsweer · Westerhorn (De Marne) · Westerhorn (Hogeland) · Westerklooster · Westpolder · Wierhuizen · Wierum · 't Wildeveld · Willemsstreek · Zevenhuizen